# Landess
Landess es un lugar designado por el censo ubicado en el condado de Grant en el estado estadounidense de Indiana. En el Censo de 2010 tenía una población de 188 habitantes y una densidad poblacional de 52,15 personas por km².

## Geografía
Landess se encuentra ubicado en las coordenadas 40°36′46″N 85°33′34″O / 40.61278, -85.55944. Según la Oficina del Censo de los Estados Unidos, Landess tiene una superficie total de 3.61 km², de la cual 3.61 km² corresponden a tierra firme y (0%) 0 km² es agua.

## Demografía
Según el censo de 2010, había 188 personas residiendo en Landess. La densidad de población era de 52,15 hab./km². De los 188 habitantes, Landess estaba compuesto por el 97.34% blancos, el 0% eran afroamericanos, el 0% eran amerindios, el 0% eran asiáticos, el 0% eran isleños del Pacífico, el 2.13% eran de otras razas y el 0.53% pertenecían a dos o más razas. Del total de la población el 2.66% eran hispanos o latinos de cualquier raza.